# Nguyễn Văn Lương
Nguyễn Văn Lương (sinh ngày 1 tháng 1 năm 1928 - mất năm 2008) là chính trị gia Việt Nam. Ông từng giữ chức vụ Chủ tịch Ủy ban nhân dân tỉnh Bình Trị Thiên nhiệm kì 1985-1989, Đại biểu Quốc hội Việt Nam khóa 8 tỉnh Bình Trị Thiên nhiệm kì 1987-1992. Ông là Đảng viên Đảng Cộng sản Việt Nam, từng là Phó Bí thư Tỉnh ủy tỉnh Bình Trị Thiên.

## Xuất thân
Nguyễn Văn Lương sinh ngày 1 tháng 1 năm 1928, quê quán ở phường Nghi Phú, thành phố Vinh, tỉnh Nghệ Tĩnh.

## Sự nghiệp
Từ tháng 8 năm 1945, Nguyễn Văn Lương tham gia hoạt động cách mạng.
Ông từng là Bí thư Thanh niên Cứu quốc xã Đức Hậu.
Từ tháng 10 năm 1946 đến tháng 6 năm 1948, Nguyễn Văn Lương là Phó Bí thư Thanh niên cứu quốc huyện Nghi Lộc, Nghệ An.
Từ tháng 7 năm 1948 đến tháng 4 năm 1949, Nguyễn Văn Lương là Ủy viên Chấp hành Thanh niên cứu quốc tỉnh Nghệ An, cán bộ Thanh niên cứu quốc Liên khu 4.
Từ tháng 3 năm 1950 đến tháng 8 năm 1954, Nguyễn Văn Lương là Bí thư Đảng đoàn, Ủy viên Thường vụ Thanh niên cứu quốc tỉnh Quảng Trị.
Từ tháng 9 năm 1954 đến tháng 7 năm 1955, Nguyễn Văn Lương là Chánh Văn phòng Thanh niên cứu quốc Liên khu 4.
Từ tháng 8 năm 1955 đến tháng 3 năm 1959, Nguyễn Văn Lương là Bí thư Thanh niên Lao động Vĩnh Linh, Quảng Trị, Ủy viên Trung ương Đoàn ban Mặt trận và Bí thư Đoàn thanh niên.
Sau đó, trong vòng 2 năm, Nguyễn Văn Lương được cử làm Bí thư Đảng bộ, Chủ nhiệm Hợp tác xã Nông nghiệp Vĩnh Linh.
Từ tháng 4 năm 1963 đến tháng 3 năm 1976, Nguyễn Văn Lương làm việc tại tỉnh Quảng Trị.
Ông từng là Ủy viên Thường vụ Đảng Cộng sản Việt Nam khu vực Vĩnh Linh rồi Tỉnh ủy viên Tỉnh ủy Quảng Trị.
Ông chuyển sang làm việc ở tỉnh đội, là Ủy viên Thường vụ Tỉnh ủy, Bí thư ban cán sự, Chính trị viên tỉnh đội Quảng Trị.
Sau đó, ông là Bí thư thị ủy, Trưởng ban cán sự, Chính trị viên thị đội Quảng Hà.
Ông từng là Trưởng ban Binh vận Khu ủy Trị Thiên, sau đó là Ủy viên thường vụ Tỉnh ủy, Trưởng ban Tuyên huấn, Trưởng ban Kiểm tra Tỉnh ủy, Thường trực Đảng tỉnh Quảng Trị.
Ông trở về huyện Hải Lăng, làm Bí thư huyện ủy Hải Lăng, rồi lên làm Ủy viên thường vụ Tỉnh ủy, Đảng đoàn Chính quyền tỉnh Quảng Trị.
Chức vụ cao nhất của ông ở tỉnh Quảng Trị là Tỉnh ủy viên, Thường trực Ủy ban tỉnh, Phó Chủ tịch thường trực Ủy ban nhân dân tỉnh Quảng Trị.
Khi tỉnh Bình Trị Thiên thành lập, ông giữ nhiều chức vụ khác nhau.
Từ tháng 4 năm 1976 đến tháng 4 năm 1977, Nguyễn Văn Lương là Tỉnh ủy viên, Chánh Văn phòng Tỉnh ủy Bình Trị Thiên.
Từ tháng 5 năm 1977 đến tháng 7 năm 1978, Nguyễn Văn Lương giữ chức vụ Ủy viên Thường vụ Tỉnh ủy, rồi ông được cử đi học trường Đảng Nguyễn Ái Quốc ở Hà Nội.
Từ tháng 8 năm 1978 đến tháng 1 năm 1981, Nguyễn Văn Lương là Ủy viên Thường vụ Tỉnh ủy, Trưởng ban Nông nghiệp Tỉnh ủy, Trưởng ban KTKH tỉnh ủy Bình Trị Thiên.
Từ tháng 1 năm 1981 đến năm 1982, ông là Ủy viên Thường vụ Tỉnh ủy, Phó Chủ tịch Ủy ban nhân dân tỉnh, Chủ nhiệm UBKH tỉnh Bình Trị Thiên, Chủ tịch Ủy ban nhân dân tỉnh Bình Trị Thiên.
Vào năm 1983, Nguyễn Văn Lương được bầu giữ chức vụ Phó Bí thư, Chủ tịch Ủy ban nhân dân tỉnh Bình Trị Thiên.
Ông còn là Đại biểu Quốc hội Việt Nam khóa 8, Trưởng Đoàn Đại biểu Quốc hội Việt Nam tỉnh Bình Trị Thiên khóa 8 nhiệm kì 1987-1992.
Năm 2008, Nguyễn Văn Lương qua đời tại thành phố Huế, hưởng thọ 81 tuổi.